# 노어 (잉글랜드)

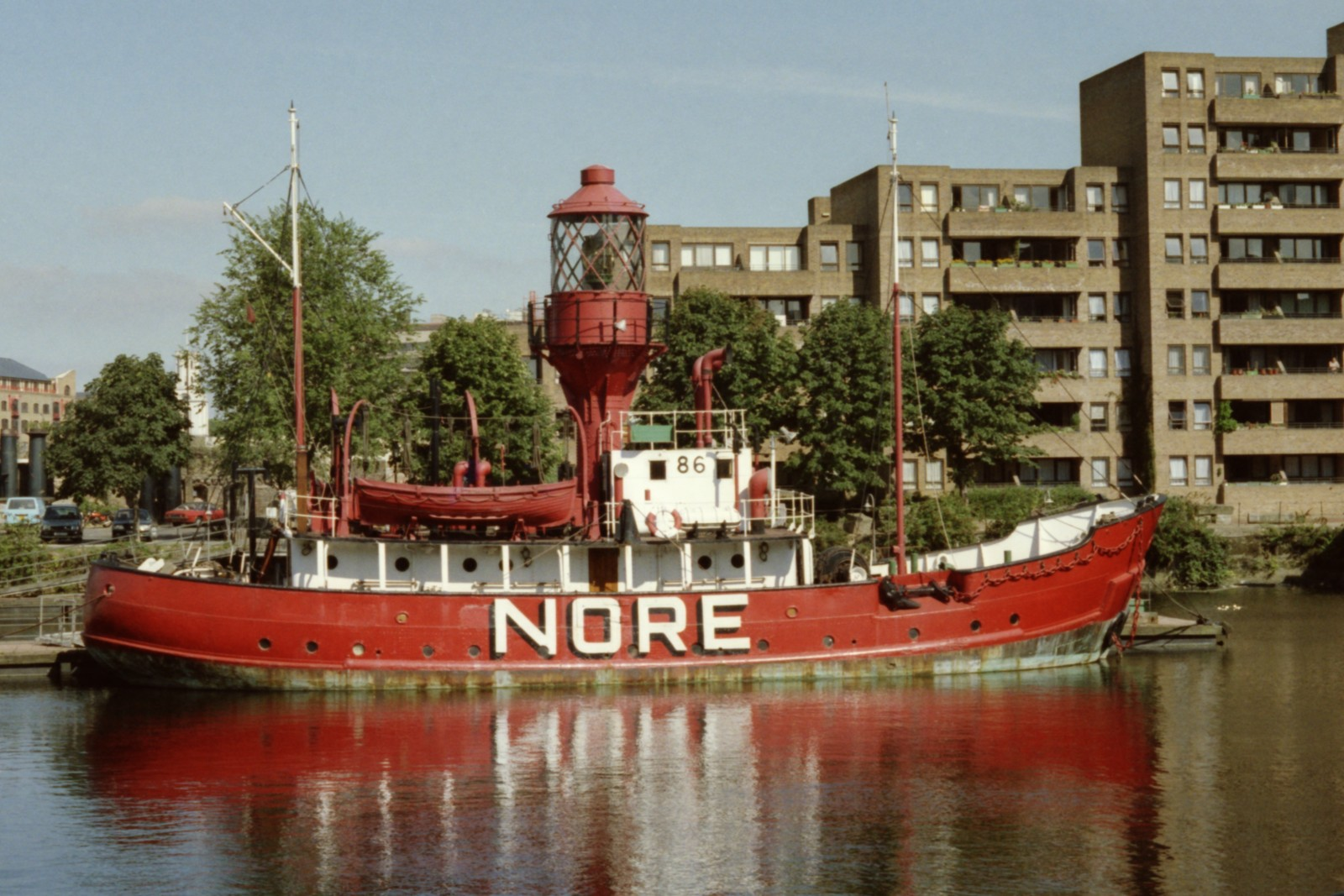
노어 등대선

노어(Nore)는 잉글랜드의 템스강에 위치한 사주로, 템스 강과 북해가 만나는 지점이다.